# HMS Vimiera (L29)
«Вім'єра» (англ. HMS Vimiera) — військовий корабель, ескадрений міноносець «Адміралті» типу «V» Королівського військово-морського флоту Великої Британії за часів Першої та Другої світових війн.
«Вім'єра» був закладений у жовтні 1916 року на верфі компанії Swan, Hunter & Wigham Richardson у Волсенді. 22 червня 1917 року він був спущений на воду, а 19 вересня 1917 року увійшов до складу Королівських ВМС Великої Британії.
Корабель брав участь у бойових діях на морі в Першій та Другій світових війнах. У роки Другої світової переважно бився в Атлантиці, біля берегів Франції та Англії.

## Історія служби

### Перша світова війна
Після введення до строю есмінець увійшов до складу Великого флоту. 17 листопада 1917 року «Вім'єра» входив до складу 6-ї ескадри легких сил, що взяли участь у другій битві за битву за Гельголанд. У бойовому зіткненні, коли британці намагалися перехопити німецькі сили розмінування, які розчищали британські мінні поля у Північному морі. Чотири німецькі крейсери під командуванням адмірала фон Ройтера, вміло використовуючи димові завіси, прикривали тральщики і повели за собою британські кораблі. Гонитва за німецькими крейсерами тривала до тих пір, поки британські кораблі не опинилися під вогнем німецьких лінкорів «Кайзер» і «Кайзерин». У наслідок бою кілька німецьких і британських кораблів отримали незначні пошкодження.

### Друга світова війна
9 січня 1942 року «Вім'єра» здійснював патрулювання в Іст-Спайл бухті в естуарії Темзи, де наразився на морську міну. Внаслідок підриву німецької міни корабель швидко затонув, загинуло 96 людей.